# Акташево (Хайбуллінський район)
Акта́шево (рос. Акташево, башк. Аҡташ) — присілок у складі Хайбуллінського району Башкортостану, Росія. Входить до складу Івановської сільської ради.
Населення — 140 осіб (2010; 158 в 2002).
Національний склад:
- башкири — 100%